# 吉井丈絵
吉井 丈絵（よしい ともえ、1972年8月11日 - ）は、石川県江沼郡山中町出身の元女優。

## 略歴
石川県立工業高等学校デザイン科在学中、1990年に水戸黄門第20部記念で行われた「ミス水戸黄門コンテスト」に応募し、北陸放送代表に選ばれた。
ミス水戸黄門を機に、「水戸黄門」や「大岡越前」をはじめTBS系時代劇に出演し活躍した。

## 出演

### テレビドラマ
- ナショナル劇場（TBS）
  - 水戸黄門（C.A.L）
    - 第20部 第33話「意地比べ恋の友禅 -金沢-」（1991年6月24日） - お絹 役 ※ミス水戸黄門北陸代表として出演。オープニングのクレジットには「吉井文絵」と記載されている。
    - 第22部
      - 第20話「酔いどれ十手が悪を断つ -小倉-」（1993年9月27日） - お秋 役
      - 第27話「女たちの復讐 -大聖寺-」（1993年11月15日） - おきみ 役

    - 第23部
      - 第1話「水戸黄門 -水戸-」（1994年8月1日） - あやめ 役
      - 第12話「兄の敵はお殿様 -山中-」（1994年10月24日） - おいと 役
      - 第23話「命の恩人は大嘘つき -下関-」（1995年1月16日） - お佳代 役

    - 第24部 - 工藤栞 役
      - 第1話「水戸黄門 -水戸・江戸-」（1995年9月11日）
      - 第37話「陰謀砕いた江戸の空 -江戸-」（1996年6月10日）

    - 第25部 第28話「八が恋した美人妻 -新潟-」 - お美代 役（1997年7月7日）

  - 大岡越前（C.A.L）
    - 第13部 - 第15部、ナショナル劇場50周年記念特別企画スペシャル（1992年 - 1999年、2006年3月20日） - すみれ 役

  - 江戸を斬るVIII 第1話 - 第3話、第7話 - 第8話、第10話 - 第17話、第19話 - 第26話（1994年、C.A.L） - お春 役
  - 水戸黄門外伝 かげろう忍法帖（1995年5月22日 - 9月4日、C.A.L） - 茜 役（かげろうお銀配下のくノ一）
- 月曜ドラマスペシャル（TBS）
  - 一色京太郎事件ノート
    - 第3作「京都鞍馬貴船川殺人事件」（1996年） - 宮崎 役
- 火曜サスペンス劇場（NTV）
  - 産婦人科医・南雲綾子 2（2003年7月29日）
- 水曜ミステリー9（TX）
  - さすらい署長 風間昭平
    - 第5作「しなの千曲川殺人事件」（2006年9月6日） - 井口麻里子（ホステス） 役
- 密命 寒月霞斬り 第2話「暗躍」（2008年4月25日、テレビ東京） - お紋の方 役

### 映画
- 刑事のうごめく家 （2004年）